# Furacão Fausto (2008)
O furacão Fausto foi o sexto ciclone tropical dotado de nome e o terceiro furacão da temporada de furacões no Pacífico de 2008. Fausto formou-se de uma onda tropical em 16 de Julho e intensificou-se gradualmente, tornando-se um furacão em 18 de Julho e atingindo seu pico de intensidade em 21 de Julho com ventos máximos sustentados de 150 km/h antes de encontrar águas mais frias e se enfraquecer rapidamente, deixando de ser um ciclone tropical no dia seguinte.
Fausto não causou nenhum dano ou impacto por se manter distante de regiões costeiras durante todo o seu ciclo de vida, embora seus ventos tenham afetado as ilhas Socorro e Clarion. Nestas ilhas, também não foi relatado qualquer tipo de dano ou impacto.

## História meteorológica

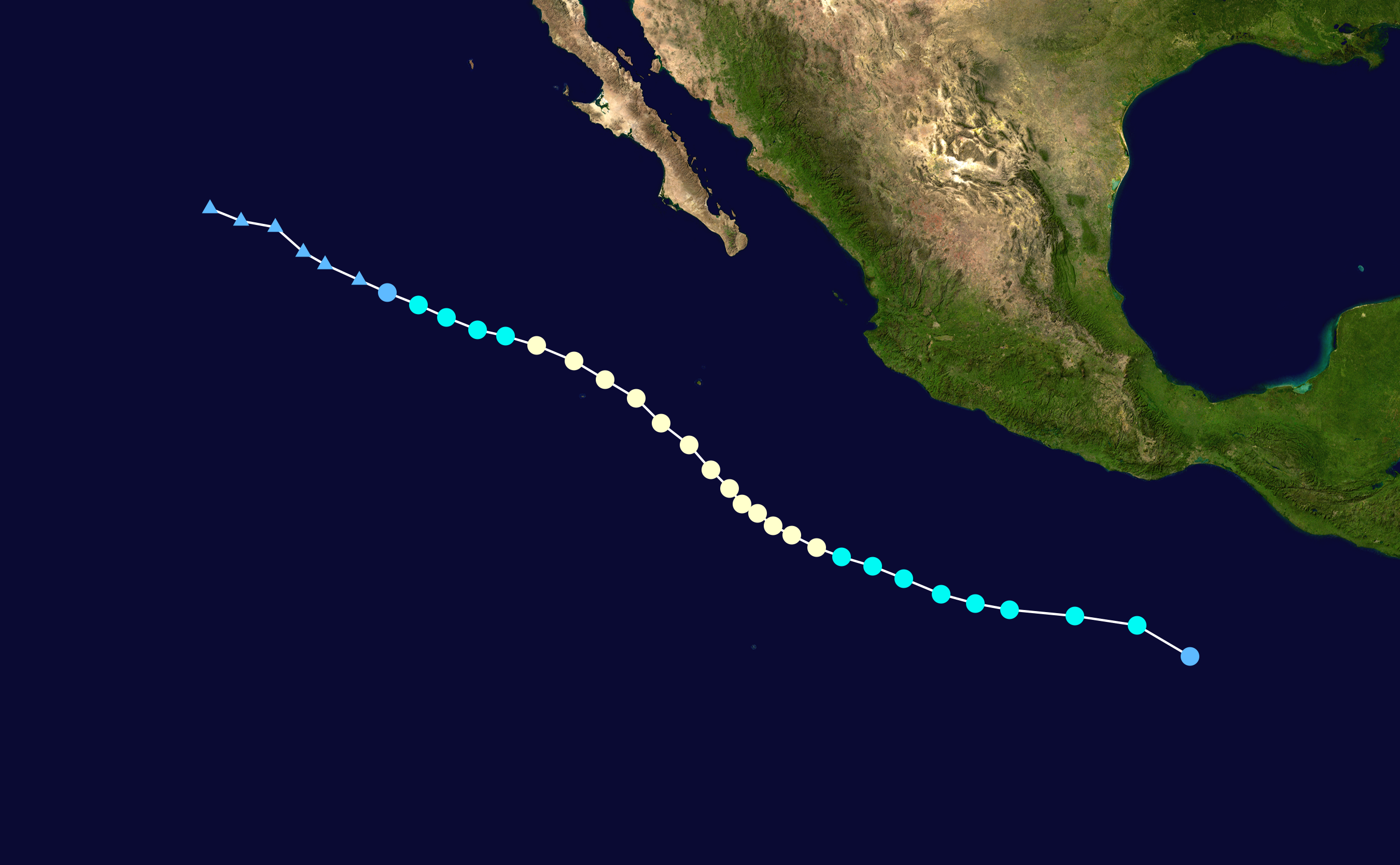
O caminho de Fausto

Uma onda tropical deixou a costa ocidental da África em 5 de Julho. A onda mostrou sinais de organização após ter alcançado o oceano Pacífico nordeste em 13 de Julho. A onda continuou a se organizar lentamente até 16 de Julho, momento no qual o sistema foi classificado como uma depressão tropical pelo Centro Nacional de Furacões. A tendência de intensificação gradual continuou, apesar do cisalhamento do vento moderado, e a depressão tornou-se a tempestade tropical Fausto mais tarde naquele dia, enquanto se localizava a algumas centenas de quilômetros ao sul de Acapulco, costa pacífica do México. Seguindo inicialmente para oeste devido à influência de uma alta subtropical ao seu norte, Fausto começou a seguir para a oeste-noroeste e para noroeste assim que a alta subtropical começou a se enfraquecer devido à passagem de um cavado de médias latitudes. O cisalhamento do vento que inicialmente era forte e impedia o desenvolvimento do sistema gradualmente começou a diminuir. Com isso, Fausto começou a se fortalecer gradualmente. Em 17 de Julho, começou a se consolidar no centro das principais áreas de convecção um olho, indicando a contínua tendência de fortalecimento da tempestade e no dia seguinte, Fausto tornou-se o sexto furacão da temporada de furacões no Pacífico de 2008. Fausto continuou a se fortalecer lentamente até 19 de Julho, quanto atingiu seu primeiro pico de intensidade com ventos máximos sustentados de 140 km/h. A partir de então, a organização geral do furacão começou a se degradar lentamente, mas se estabilizou ainda naquele dia, e Fausto manteve a intensidade com ventos máximos sustentados de 140 km/h. A partir de 20 de Julho, Fausto voltou a se intensificar lentamente e em 21 de Julho, atingiu o seu segundo e definitivo pico de intensidade, com ventos máximos sustentados de 155 km/h, intensidade equivalente a um furacão de categoria 2 na escala de furacões de Saffir-Simpson.
A partir de então, Fausto, seguindo novamente para oeste devido ao restabelecimento da alta subtropical ao seu norte, começou a se enfraquecer rapidamente devido à sua passagem sobre águas mais frias. Sua organização começou a se deteriorar rapidamente e Fausto tornou-se uma tempestade tropical ainda em 21 de Julho. A tendência de rápido enfraquecimento continuou, sendo que a tempestade perdeu praticamente todas as suas áreas de convecção associadas em 22 de Agosto Fausto tornou-se uma depressão tropical ainda naquele dia. Sem praticamente nenhuma área de convecção profunda, o Centro Nacional de Furacões (NHC) emitiu, naquele momento, seu aviso final sobre o sistema. A área de baixa pressão remanescente continuou a seguir para oeste até em 24 de Julho, quando o sistema remanescente de Fausto degenerou-se num cavado aberto, ou seja, num sistema ausente de circulação ciclônica.

## Preparativos e impactos
Como Fausto manteve-se distante de qualquer região costeira, não houve a necessidade de qualquer alerta ou aviso anunciando a chegada da tempestade. Também devido a isso, não foi relatado qualquer dano ou impacto associado à passagem de fausto sobre o Oceano Pacífico noroeste. No entanto a ilha Socorro e a ilha Clarion receberam ventos máximos sustentados de intensidade equivalente a de uma tempestade tropical, embora não fosse relatado qualquer dano.